# Les Colons de Catane
Pour les articles homonymes, voir Colon et Catane (homonymie).
Les Colons de Catane (en allemand : Die Siedler von Catan), Les Colons de Katäne, Catane ou Catan, est un jeu de société de Klaus Teuber, édité en France en 1996 par Jeux Descartes, repris en 2002 par Tilsit Éditions, puis en 2006 par la société québécoise Filosofia.
Il s'agit du jeu qui depuis cette date a le plus contribué à faire connaître les jeux « à l'allemande » dans le reste du monde[réf. nécessaire]. Il a été traduit de sa version originale allemande vers de nombreuses langues : anglais, catalan, danois, espagnol, français, grec, hébreu, hongrois, italien, japonais, néerlandais, norvégien, portugais, russe, slovène, roumain, polonais, suédois, tchèque…
Son succès peut s'expliquer par la simplicité de ses règles alliée à une réelle profondeur tactique et stratégique, ainsi qu'à une dimension conviviale apportée par le principe des échanges de ressources. D'autre part le plan de jeu est modulaire, permettant ainsi de renouveler le jeu à chaque partie.
Cependant certaines personnes lui reprochent sa trop grande part de hasard : au début de chaque tour, c'est en effet un jet de dés qui détermine quels joueurs reçoivent des matières premières. L'issue de la partie peut donc être renversée par une simple succession de jets de dés désavantageux.

## Le plan de jeu
La version standard (pour trois à quatre personnes) est composée de trente-sept terrains distribués comme suit :
| Nom          | Production                                                                    | Nombre |
| ------------ | ----------------------------------------------------------------------------- | ------ |
| Forêt        | Bois                                                                          | 4      |
| Pâturage     | Laine                                                                         | 4      |
| Terre arable | Blé                                                                           | 4      |
| Colline      | Argile                                                                        | 3      |
| Montagne     | Minerai                                                                       | 3      |
| Désert       | Aucune production                                                             | 1      |
| 2:1 port     | Échange de deux ressources identiques à celle dessinée sur le port contre une | 5      |
| 3:1 port     | Échange de trois ressources identiques quelconques contre une                 | 4      |
| Pleine mer   | Aucune production                                                             | 9      |

## Résumé des règles
On peut trouver les règles complètes du jeu sur les sites ludiques de références.
L'aire de jeu est créée de façon aléatoire, puis les joueurs y placent à tour de rôle deux colonies et deux routes. L'ordre de placement est déterminé par les dés, le joueur ayant placé la dernière colonie au premier placement sera le premier à placer sa seconde colonie. Une colonie doit toujours être à deux chemins de la colonie la plus proche.
Ensuite, chaque tour se décompose en trois phases :
1. Production : à son tour, le joueur lance deux dés. Les hexagones portant le nombre indiqué par les dés produisent tous la matière première correspondant au dessin sur celui-ci. Tous les joueurs ayant une ville ou une colonie placée à un sommet de ces hexagones reçoivent ces matières premières. Si les dés indiquent sept (le nombre statistiquement le plus probable), personne ne reçoit de ressources, et le pion brigand est déplacé vers une autre case. Tant qu'il s'y trouve, cette case ne produit pas de matières premières.
2. Commerce : le joueur peut ensuite faire des échanges de matières premières avec les autres. Cette phase est le cœur du jeu. Il arrive qu'après quelques jets de dés précis, une matière première ait subi une forte dévaluation, ou au contraire une importante hausse de cours. Les échanges sont alors très animés.
3. Construction : le joueur peut enfin dépenser ses ressources pour construire des routes et fonder des colonies ou des villes, afin d'étendre son influence et d'augmenter ses chances de gagner des matières premières. Il peut également acheter des cartes qu'il pourra ensuite jouer quand il le désirera pour se rapprocher de la victoire.

Chaque colonie vaut un point de victoire (PV). Une ville en vaut deux, construire la route la plus longue (de longueur minimale 5 jetons route) en vaut également deux, et posséder l'armée la plus puissante (constituée au minimum de trois cartes chevalier) permet aussi de gagner deux points.
Le premier joueur qui totalise dix points de victoire gagne la partie.

## Extensions
(septembre 2021).
- Si vous ne connaissez pas le sujet, laissez ce bandeau (vous pouvez alors contacter les auteurs).
- Si vous supprimez le contenu mis en cause (vous pouvez préalablement contacter les auteurs),

argumentez précisément cette suppression dans la page de discussion
(un manque de référence n'est pas un argument ; une recherche réelle de référence doit avoir été effectuée, être formellement documentée).
Diverses extensions viennent enrichir Les Colons de Catane.

### Les Marins de Catane(1997)
Les Marins de Catane proposent de séparer l'aire de jeu en plusieurs îles sur lesquelles les joueurs pourront débarquer à l'aide de petits bateaux, il s'agit d'une variante maritime des sections de route. Cette extension introduit une nouvelle tuile, la rivière d'or. Cette dernière permet de récolter une ressource au choix, en suivant les mêmes règles que n'importe quelle autre tuile de ressource. Le livret propose également plusieurs exemples de disposition de l'aire de jeu, sous forme d'archipels.

### Villes et Chevaliers(2007)
Il s'agit d'une deuxième extension, plus complexe et plutôt destinée aux joueurs chevronnés. Cette extension ajoute d'autres ressources, des cartes d'activités différentes et permet la création de métropoles. Elle allonge aussi la durée du jeu jusqu'à une heure trente environ, mais apporte encore davantage d'aspects tactiques et stratégiques : les joueurs peuvent engager des chevaliers pour empêcher certaines constructions adverses ou repousser le brigand. Le jeu perd donc un peu son aspect pacifique. Cependant, un certain aspect coopératif apparaît lors de la lutte contre l'ennemi commun que constituent les Barbares. Il est possible de construire des remparts pour augmenter la taille maximum de sa main lors d'un sept aux dés. Les cités produisent d'autres types de ressources (produits manufacturés) : tissu, papier, monnaie. Les cartes progrès prennent également une importance accrue.

### Barbares et Marchands(2010)
Dans cette extension, vous êtes à la tête de transports chargés de rénover le grand château de Catane. Vous devez transporter des vitraux, du marbre et du sable afin de faire rayonner Catane plus que jamais. De plus, vous pourrez jouer à deux joueurs. Les Rivières vous permettent de vivre la grande ruée vers l’or, tandis que les Pêcheurs mettront vos talents de pêcheurs à l’épreuve.

### Pirates et Découvreurs(2013)
Dans cette extension, les joueurs commencent le jeu sur une île avec des ressources. Grâce à leur port ils vont pouvoir construire des bateaux, des colons et des unités pour partir à la découverte de deux autres îles. Les îles à découvrir sont faces cachées. Au fur et à mesure de l'avancée des bateaux on révèle les tuiles qui peuvent être des ressources (comme le jeu de base), des tuiles mer, des tuiles poisson, des tuiles village autochtone, et des tuiles repère de pirates.  
Le voleur est remplacé par des bateaux pirates. Lorsqu'on fait un 7 avec les dés on place son bateau pirate sur une tuile mer. S'il y a un bateau ennemi adjacent on peut lui voler une ressource. De plus tous les autres joueurs qui empruntent les vois maritimes autour du bateau pirate doivent payer une pièce d'or à la banque pour y circuler.  
Les cartes développement ne sont pas utilisées dans cette extension ainsi qui la route la plus longue et l'armée la plus grande. On ne peut plus faire évoluer une colonie en ville mais en port.  
On joue aussi avec des pièces d'or en plus.   
Avec cette extension on peut jouer quatre missions en même temps ou séparément :
« Terre en vue ! » — Consiste à simplement découvrir les îles et leurs ressources.
« Les repaires de pirates. » — Il faut ici capturer les repaires de pirates grâce aux unités qu'on déplace en bateau. Une fois le repère conquis il devient une tuile "rivière d'or". Elle permet de gagner deux pièces d'or lorsqu'on y construit une colonie, au bon vouloir du dé. Les pièces d'or permettent d'acheter des ressources à la banque.
« Du poisson pour catan. » — Le conseil de Catan est mis en place pour alimenter les colons avec du poisson. Des tuiles poisson permettent de produire du poisson avec le numéro indiqué par le dé. Les bateaux vont aller chercher ce poisson et le rapporter au conseil de Catan. C'est donc la course pour en rapporter le plus possible.
« Des épices pour Catan. » — Enfin les colons vont découvrir des villages habités par des autochtones qui produisent des épices. À l'aide des bateaux il faut déposer des unités sur ces tuiles pour qu'il commercent avec les villages, ce qui apporte de nombreux avantage vu que ses habitants connaissent bien la navigation.

### Extensions cinq-six joueurs
Comme Les Colons de Catane est prévu pour trois ou quatre joueurs, Kosmos a demandé à Klaus Teuber de créer des extensions pour cinq et six joueurs, pour le jeu de base ainsi que pour Les Marins de Catane et Villes et Chevaliers.

## Les jeux de la collectionColons de Catane
De nombreux autres jeux ont été édités en reprenant les principes et/ou l'univers de Colons de Catane.
| Année | Titre original                                                             | Titre anglais                                          | Édition française                                                          | Commentaire |
| ----- | -------------------------------------------------------------------------- | ------------------------------------------------------ | -------------------------------------------------------------------------- | --- |
| 1996  | Die Siedler von Catan: Das Kartenspiel                                     | Catan Card Game                                        | Les Colons de Catane : Le jeu de cartes                                    | |
| 1998  | Die Siedler von Catan Historische Szenarien: Alexander der Grosse & Cheops | Catan Historical Scenarios I: Alexander and Cheops     | Les Colons De Catane : Scénarios Historiques - Alexandre Le Grand & Chéops | Deux jeux en un. Pour le premier, l'objectif est de construire une pyramide avec en plus la ressource "or". Le deuxième, suivre Alexandre dans sa conquête et construire un maximum de colonies et villes avant son arrivée et sa mort. La aussi, il y a la ressource "or". |
| 1999  | Die Sternenfahrer von Catan                                                | The Starfarers of Catan                                | -                                                                          | |
| 2000  | Die Siedler von Nürnberg                                                   |                                                        | -                                                                          | |
| 2001  | Die Siedler von Catan Historische Szenarien II: Troja & Die Große Mauer    | Catan Historical Scenarios II: Troy and Great Wall     | Les Colons De Catane : Scénarios Historiques - Troie & La Grande Muraille  | |
| 2001  | Sternenschiff Catan                                                        | Starship Catan                                         | Objectif Catane                                                            | Les joueurs incarnent des vaisseaux spatiaux perdus dans une galaxie inconnue. Les vaisseaux doivent regagner Catane en rendant des services aux habitants de cette galaxie. |
| 2002  | Die Siedler von Catan: Travel Box                                          | The Settlers of Catan: Travel Edition                  | Catane : version de voyage                                                 | |
| 2002  | Abenteuer Menschheit                                                       | The Settlers of the Stone Age                          | -                                                                          | Les Colons de Catane à la préhistoire |
| 2002  |                                                                            | The Settlers of Canaan                                 | -                                                                          | |
| 2003  |                                                                            | The Settlers of Zarahemla                              | -                                                                          | |
| 2003  |                                                                            | The Kids of Catan                                      | Les Enfants de Catane                                                      | Ce jeu reprend la thématique des Colons de Catane, mais avec des règles simplifiées pour un public plus jeune. |
| 2004  | Candamir: Die ersten Siedler                                               | Candamir: The First Settlers                           | -                                                                          | |
| 2005  | Die Siedler von Catan: Limitierte Edition in 3D                            | Catan 3D Collector's Edition                           | Les Colons de Catane - Edition 3D                                          | |
| 2005  |                                                                            | Settlers of Catan: Rockman Edition                     | -                                                                          | Edition japonaise basée sur le personnage de Mega Man |
| 2005  | Die Siedler von Catan: Atlantis – Szenarien & Varianten                    |                                                        | Les Colons de Catane : Atlantis                                            | Regroupe plusieurs mini-extensions précédemment parues, et ajoute quelques nouvelles mini-extensions. Les extensions sont : Événements sur Catan, La Jungle, Volcan sur Catane, Les spécialistes, Les remparts, Châteaux sur Catan, Le Grand Fleuve, Le capitaine de port, La Magie 7. |
| 2006  | Elasund: Die erste Stadt                                                   | Elasund: The First City                                | Elasund : La première Cité                                                 | Les joueurs doivent construire ensemble la première cité de l'île de Catane. |
| 2006  | Catan Histories: Kampf um Rom                                              | Catan Histories: Struggle for Rome                     | La Conquête de Rome                                                        | Ce jeu propose de jouer un peuple barbare partant à la conquête de l'Empire romain. Chaque joueur représente un groupe de barbares qui envahissent la Rome antique. L'objectif étant de contrôler le plus grand empire. Pour les ressources, le fonctionnement est le même, mais pas de construction de colonie ou ville. Elle existe déjà, représentée par les villes romaines que les joueurs doivent conquérir. Le jeu est d'un niveau beaucoup plus compliqué que l'original mais beaucoup plus intéressant pour les habitués. |
| 2007  | Die Siedler von Catan: Das Würfelspiel                                     | Catan Dice Game                                        | Les Colons de Catane : Le jeu de dés                                       | |
| 2007  | Die Siedler von Catan: Junior                                              | Catan Junior                                           | Catane Junior                                                              | |
| 2008  | Die Siedler von Catan: Deutschland-Edition                                 | Catan Geographies: Germany                             | -                                                                          | |
| 2008  |                                                                            | Settlers of Catan: Gallery Edition                     | -                                                                          | |
| 2010  |                                                                            | Catan Histories: Settlers of America – Trails to Rails | -                                                                          | |
| 2011  | Die Siedler von Catan: Aufbruch der Händler                                | Catan Histories: Merchants of Europe                   | -                                                                          | |
| 2012  |                                                                            | Catan Junior Madagascar                                | -                                                                          | |
| 2012  |                                                                            | Catan: Family Edition                                  | -                                                                          | |
| 2012  |                                                                            | Star Trek: Catan                                       | Star Trek : Catan                                                          | |
| 2013  |                                                                            | Star Trek: Catan – Federation Space Map Set            | -                                                                          | |
| 2014  | Die Siedler von Catan: Das Alte Ägypten                                    | Catan: Ancient Egypt                                   | -                                                                          | |
| 2017  | A Game of Thrones: Catan – Die Bruderschaft der Nachtwache                 | A Game of Thrones: Catan – Brotherhood of the Watch    | Catan : Le Trône de Fer                                                    | |
| 2018  | Catan: Der Aufstieg der Inka                                               | Catan Histories: Rise of the Inkas                     | Catan : La Gloire des Incas                                                | |
| 2019  | Catan: Sternenfahrer                                                       | Catan: Starfarers                                      | -                                                                          | |
| 2022  | CATAN - Aufbruch der Menschheit                                            | Catan - Dawn of Humankind                              | Catan - A l'aube de l'Humanité                                             | L'univers Catan à la préhistoire. On y retrouve les grandes mécaniques, ainsi que de nouvelles règles de déplacement et d’exploration. |
| 2024  | CATAN - Energien                                                           | Catan - New Energies                                   | Catan - Énergies                                                           | Nous sommes au XXIe siècle et Catan est à la croisée des chemins. Les Cataniens d'aujourd'hui ont besoin d'énergie pour maintenir la société en mouvement et se développer, mais la pollution fait des ravages sur l'île. |

### Colons de Catane, le jeu de cartes
Pour ceux qui préfèrent jouer à deux, il existe aussi un jeu de cartes, Les colons de Catane, qui se joue totalement indépendamment du jeu Les Colons de Catane.
Ce nouveau jeu fut lui aussi une réussite et sept extensions thématiques sont parues peu après :
- Politique et Intrigue (P&I)
- Magiciens et Dragons (M&D)
- Science et Progrès (S&P)
- Chevaliers et Marchands (C&M)
- Commerce et Évolution (C&E)
- Barbare et Négociants (B&N)
- Artistes et Mécènes (A&M)

En 2012, une nouvelle version du jeu de cartes sort sous le nom Les Princes de Catane, comportant 180 cartes au lieu de 120.
Le jeu est réédité en 2018 sous le nom Catan Duel.

### Colons de Catane, le jeu de dés
Mélange de Yams et de Colons de Catane.

## Variantes
Il existe une multitude de variantes, modifiant ou enrichissant les règles de bases. En voici quelques-unes.

### «La pauvreté n'est pas un vice!»
Cette variante permet de compenser le manque de chance des joueurs se retrouvant très désavantagés par une série de jets de dés sans gain de matières premières.
Il suffit de se munir d'une vingtaine de jetons ou de pièces. Chaque fois qu'à l'issue de la phase de production, un joueur n'a pas reçu de ressources (sauf si les dés ont fait sept), il reçoit un jeton. Ces jetons peuvent servir de monnaie d'échange lors de la phase de commerce.
À son tour, un joueur peut, au lieu de lancer les dés, dépenser autant de jetons qu'il a de points de victoire. S'il le fait, il choisit alors le résultat des dés. Il ne peut pas choisir sept. Les matières premières sont reçues ensuite selon les règles habituelles, avec le nombre choisi. Si un joueur ne reçoit rien, il gagne un jeton.

### «Colons de Catane Équitables»
La principale critique faite aux Colons de Catane est la diversité de distribution statistique des différentes ressources. Pour éviter cela, cette variante remplace les deux dés 6 par un dé 10 (numéroté de 0 à 9, que l'on trouve chez tous les marchands de jeux de rôles) en établissant les équivalences 0-10, 1-11 et 2-12.
Cette variante a été créée et testée par La Forêt Magique : 

### «Colons de Catane Vraiment Équitables»
La principale critique faite à la variante des Colons de Catane Équitables est le fait que le voleur (qui est un des facteurs d'équilibre du jeu indispensable) tombe beaucoup moins souvent.
Une façon de la contourner est d'utiliser non pas un dé 10, mais un dé 12.
Un résultat de 1 ou 7 donnerait un résultat "voleur", on garde ainsi la probabilité d'une chance sur six pour son apparition.

### «Tremblement de terre»
Afin d'éviter de désavantager les joueurs possédant des terrains avec de trop faibles numéros (2-3-11-12), on décide au début de la partie d'un temps au bout duquel les jetons seront aléatoirement replacés sur la carte (toutes les 10 à 20 minutes par exemple). Cette variante, quoiqu'elle réduise l'aspect stratégique du jeu permet aux joueurs de ne pas se sentir lésés s'ils ont placé leur village en dernier sur des positions peu intéressantes.
On peut de plus imaginer que le placement initial des villages se fait avant que les jetons ne soient distribués sur la carte.
Dans le cas de l'extension Les Marins de Catane, on peut imaginer un tremblement de terre indépendamment sur chaque île (les numéros restent sur une même île, même s'ils sont mélangés toutes les 10-20 minutes).

### «Kids de Catane»
Le jeu est indiqué à partir de 10 ans, on peut toutefois en simplifier les règles et accélérer les parties pour le rendre accessible dès 5 ans :
- on supprime les cartes "Développement" (donc plus besoin de savoir lire),
- on supprime la "Route la plus longue" et l'"Armée la plus puissante",
- on supprime les tuiles maritimes et les ports : tous les joueurs peuvent faire du commerce avec la banque à 3:1,
- on interdit le commerce entre joueurs (parce que trop difficile de "négocier" pour un jeune enfant),
- on supprime la règle de distance entre colonies/villes (donc on peut en construire jusqu'à 6 par tuile),
- le vainqueur est le premier joueur à 6 points de victoire.

Selon l'âge des enfants, on peut réintroduire progressivement les règles officielles.

### Éditions électroniques
Les Colons de Catane ont fait l’objet de diverses adaptations électroniques sur la console de jeux Xbox 360 (Catan), sur Nintendo DS et Switch, ainsi que sur le smartphone iPhone, la tablette iPad, le système d’exploitation Android et GNU/Linux, ou bien Catan en ligne sur PC.
Fin octobre 2019, l'éditeur a révélé le développement de Catan: World Explorers, un « jeu géolocalisé massivement multijoueur ».

## Championnat du monde
Un championnat du monde se joue depuis 2002. Chaque pays a droit à deux représentants. Le championnat a été hébergé par le Spiel d’Essen jusqu’en 2007. Le championnat est bisannuel depuis 2008 et n’a plus lieu que les années paires. Voici tous les finalistes (finale à quatre joueurs) :
| Édition      | Lieu         | Champion                        | 2e                           | 3e                   | 4e                  |
| ------------ | ------------ | ------------------------------- | ---------------------------- | -------------------- | ------------------- |
| 2002 – Ire   | Essen        | Jacques Kieft                   | Michel Hirschfeld            | Hans Baert           | Armin Rauch         |
| 2003 – IIe   | Essen        | Michel Hirschfeld               | Samuel Fuentes               | Lasse Rintakumpu     | Fumiki Watanabe     |
| 2004 – IIIe  | Essen        | Francesco Ferrari               | Claus Sørensen               | Katsumi Takahashi    | Colin McKenna       |
| 2005 – IVe   | Essen        | Jiří Buchta                     | Frans de Bode                | Shane Cassells       | Andres Münziger     |
| 2006 – Ve    | Essen        | Markus Nuopponen                | Shinya Ohi                   | Thomas Sander        | Junya Sakoda        |
| 2007 – VIe   | Essen        | Arnis Buka                      | Alan Farrell                 | Markus Nuopponen     | Triona Leo          |
| 2008 – VIIe  | Indianapolis | Todd Sweet                      | Rohan Flavelle               | Matt McLaughlin      | Andreas Landrichter |
| 2010 – VIIIe | Leibertingen | Erwin Pauëlsen                  | Maris Logins                 | Mauri Sahlberg       | Peter Jähne         |
| 2012 – IXe   | Valley Forge | Herbert Schager                 | Chan Chi Wai                 | Justinas Noreika     | Reiner Biela        |
| 2014 – Xe    | Berlin       | Sander Stroom                   | Yoshitaka Matsumoto          | Kristofers Ritovs    | Thorsten Mandler    |
| 2016 – XIe   | Durango      | William Cavaretta               | Raúl Fernández Menéndez      | Petr Frajvald        | Hisatake Do         |
| 2018 – XIIe  | Cologne      | Edgar Quetzal Hernández Jiménez | José Miguel Ferrario Parrado | Markus Heinze        | Jan Christoph Hajek |
| 2020 – XIIIe | La Valette   | Hamish Dean                     | Eric Freeman                 | Emmanuele Scapaticci | Thomas Bostrup      |

## Récompenses
- Spiel des Jahres  1995
- Deutscher Spiele Preis  1995
- Origins Award  1996
- Essener Feder  1995